# Talat Bajá
Mehmet Talat Paşa (Kardzhali, Edirne, 1 de septiembre de 1874-Berlín, 15 de marzo de 1921) fue un miembro del movimiento de los Jóvenes Turcos, estadista, gran visir (1917) y uno de los principales dirigentes del Imperio otomano entre 1913 y 1918. Responsable directo del genocidio armenio en Turquía (1915).

## Biografía
Nació en Valiato de Edirne. Mehmet Talat era hijo de un destacado militar otomano. Gracias a su posición social, recibió una esmerada educación. Se graduó en el instituto de Edirne y comenzó a trabajar en la compañía de telégrafos de la ciudad, pero fue arrestado en 1893 por actividades subversivas, ya que estaba implicado en el movimiento de resistencia contra el régimen despótico del sultán Abdul Hamid II. Liberado dos años más tarde, se le nombró secretario jefe de correos y telégrafos en Salónica, desde donde prestó importantes servicios a la causa de los Jóvenes Turcos. Entre 1898 y 1908 desempeñó diferentes cargos en la Oficina de Correos de Salónica. 
Fue despedido en 1908 por ser miembro del Comité de Unión y Progreso (CUP)—en turco Ittihad ve Terakki Cemiyeti—, núcleo del movimiento de los Jóvenes Turcos. Tras la revolución de 1908, sin embargo, llegó a ser diputado por Edirne en el Parlamento otomano, y en julio de 1909 fue nombrado ministro de Interior. Mantuvo este último cargo hasta 1911. Fue también ministro de Correos y secretario general del CUP, en 1912.
Tras el asesinato del primer ministro Mahmut Sevket Baja, en julio de 1913, Talat Paşa volvió a ser ministro de Interior en el gabinete de Said Halim Bajá. Mantuvo el cargo hasta 1918. Entre 1914 y 1917, estuvo también a cargo del Ministerio de Finanzas.
Antes del estallido de la Primera Guerra Mundial, Talat era partidario de las potencias aliadas. En 1914, sin embargo, bajo la influencia de Ismail Enver Paşa, ministro de la Guerra, el Imperio otomano entró en el conflicto como aliado de Alemania. Como ministro de Interior, Talat fue el principal responsable de la deportación y masacre (mediante las caravanas de la muerte) de los armenios de todo el territorio de la actual Turquía, excepto Constantinopla y Esmirna (donde solamente grupos menores de dirigentes comunitarios fueron arrestados, deportados y asesinados), hacia Siria y Mesopotamia; la mayoría de los historiadores considera que la deportación formó parte de una estrategia de exterminio masivo y premeditado de la población armenia del Imperio otomano, un caso que Raphael Lemkin tomó como precedente para formular la definición de genocidio.[cita requerida] Existe controversia acerca de una serie de telegramas dirigidos por Talat al gobernador de Alepo con órdenes inequívocas de acabar con los armenios. 
En 1917, Talat se convirtió en gran visir, pero dimitió el 14 de octubre de 1918, poco antes de la capitulación otomana ante los aliados y del armisticio de Mudros. En noviembre, se exilió en Berlín, junto con Ismail Enver Paşa y Ahmed Cemal Paşa. Fue asesinado el 15 de marzo de 1921 por un armenio llamado Soghomon Tehlirian, que lo consideraba responsable de ordenar la masacre de su aldea; Tehlirian fue arrestado, juzgado y absuelto por la justicia alemana. 
Fue sepultado en el cementerio turco de Berlín. En 1943, durante la Segunda Guerra Mundial, cuando Alemania trataba de congraciarse con Turquía, los restos de Talat fueron trasladados a Estambul e inhumados de nuevo en el cementerio adyacente al Monumento de la Libertad. Sus memorias acerca de la guerra se publicaron después de su muerte.